# Conclave de maio de 1555
O Conclave de maio de 1555 foi a reunião de eleição papal realizada após a morte do Papa Marcelo II, que governou por apenas vinte e um dias. Durou de 15 a 23 de maio de 1555.

## Conclave
O conclave teve início em 15 de maio sob atmosfera turbulenta, porque corriam rumores de que o exército francês e da Toscana (aliado com o Sacro Império Romano-Germânico) marchariam sobre Roma, para forçar os cardeais a uma escolha de acordo com os desejos de seus governantes. Mas os rumores não foram confirmados, e os cardeais poderiam avançar sozinhos para escolher.
A primeira votação mostrou que o candidato oficial do imperador, Giovanni Girolamo Morone, não teria o apoio suficiente, mesmo em seu próprio partido e, portanto, sua escolha era improvável. Os cardeais do partido francês provaram ser mais disciplinados e obedientes, votando no cardeal d'Este. A maioria o fez sem entusiasmo, no entanto, porque em geral, e não sem razão, acreditou que ele não teria predisposição para realizar a mais alta função na Igreja. Sua candidatura finalmente foi enterrados com a oposição de Alessandro Farnese.
Após as rejeições e várias candidaturas subsequentes, nenhum cardeal recebeu a necessária maioria de dois terços. Em seguida, Guido Ascânio Sforza, Camerlengo, proposta a candidatura do Decano do Colégio dos Cardeais, de 79 anos, Gian Pietro Carafa, e conseguiu convencer aos demais partidos. Carafa foi, portanto, apoiado pelos partidos "francês" e "italiano", a maioria exigida, no entanto, ainda faltam 3 votos. O Cardeal Toledo opôs-se fortemente à candidatura do decano e salientou que o imperador Carlos V claramente retirou seu apoio. Entretanto, vários cardeais apioadores do imperador se insubordinaram. Em 23 de maio, Carafa foi eleito por aclamação e tomou o nome de Paulo IV.
A eleição foi uma completa surpresa para o então "opinião pública". Carafa tinha muitos inimigos, e muito ansiosos pois como inquisidor fez com que muitos o temessem. Nos anos seguintes, provou que era temido, não sem razão, e as acusações de heresia não pouparam ninguém, nem mesmo os cardeais.

## Cardeais votantes
| Consistóro                   | maio 1555 |
| ---------------------------- | --------- |
| Julho 1517                   | 2         |
| Consistórios de Leão X       | 2         |
| Maio 1527                    | 1         |
| Janeiro 1529                 | 1         |
| Março 1530                   | 1         |
| Novembro 1533                | 2         |
| Consistórios de Clemente VII | 5         |
| Dezembro 1534                | 2         |
| Maio 1535                    | 1         |
| Dezembro 1536                | 4         |
| Dezembro 1538                | 3         |
| Dezembro 1539                | 3         |
| Junho 1542                   | 2         |
| Dezembro 1544                | 9         |
| Dezembro 1545                | 3         |
| Julho 1547                   | 2         |
| Janeiro 1548                 | 1         |
| Abril 1549                   | 2         |
| Consistórios de Paulo III    | 32        |
| Maio 1550                    | 1         |
| Dezembro 1551                | 12        |
| Dezembro 1553                | 4         |
| Consistórios de Júlio III    | 17        |
| Total                        | 56        |

| Criado por               | Cardeais | Por Cento |
| ------------------------ | -------- | --------- |
| Papa Leão X (LX)         | 02       | 3,57 %    |
| Papa Clemente VII (CVII) | 05       | 8,93 %    |
| Papa Paulo III (PIII)    | 032      | 57,14 %   |
| Papa Júlio III (JIII)    | 017      | 135,71 %  |
| Total                    | 56       | 100 %     |

### Cardeais Bispos
| Nº | Nome                                | Consistório   | Papa |
| -- | ----------------------------------- | ------------- | ---- |
| 1  | Gian Pietro Carafa                  | Dezembro 1536 | PIII |
| 2  | Jean du Bellay                      | Maio 1535     | PIII |
| 3  | Louis de Bourbon de Vendôme         | Julho 1517    | LX   |
| 4  | François de Tournon, C.R.S.A.       | Março 1530    | CVII |
| 5  | Juan Álvarez y Alva de Toledo, O.P. | Dezembro 1538 | PIII |
| 6  | Rodolfo Pio di Carpi                | Dezembro 1536 | PIII |

### Cardeais Presbíteros
| Nº | Nome                                       | Consistório   | Papa |
| -- | ------------------------------------------ | ------------- | ---- |
| 7  | Ercole Gonzaga                             | Maio 1527     | CVII |
| 8  | Robert de Lenoncourt                       | Dezembro 1538 | PIII |
| 9  | Miguel da Silva                            | Dezembro 1539 | PIII |
| 10 | Giovanni Girolamo Morone                   | Junho 1542    | PIII |
| 11 | Cristoforo Madruzzo                        | Junho 1542    | PIII |
| 12 | Bartolomé de la Cueva y Toledo             | Dezembro 1544 | PIII |
| 13 | Georges d'Armagnac                         | Dezembro 1544 | PIII |
| 14 | Federico Cesi                              | Dezembro 1544 | PIII |
| 15 | Durante de Duranti                         | Dezembro 1544 | PIII |
| 16 | Tiberio Crispo                             | Dezembro 1544 | PIII |
| 17 | Pedro Pacheco de Villena                   | Dezembro 1545 | PIII |
| 18 | Girolamo Verallo                           | Abril 1549    | PIII |
| 19 | Giovanni Angelo Medici                     | Abril 1549    | PIII |
| 20 | Cristoforo Guidalotti Ciocchi del Monte    | Novembro 1551 | JIII |
| 21 | Fulvio Giulio della Corgna, O.S.Io.Hieros. | Novembro 1551 | JIII |
| 22 | Giovanni Michele Saraceni                  | Novembro 1551 | JIII |
| 23 | Giovanni Ricci de Montepulciano            | Novembro 1551 | JIII |
| 24 | Giovanni Andrea Mercurio                   | Novembro 1551 | JIII |
| 25 | Giacomo Puteo                              | Novembro 1551 | JIII |
| 26 | Pietro Bertani, O.P.                       | Novembro 1551 | JIII |
| 27 | Fabio Mignanelli                           | Novembro 1551 | JIII |
| 28 | Giovanni Poggio                            | Novembro 1551 | JIII |
| 29 | Giovanni Battista Cicala                   | Novembro 1551 | JIII |
| 30 | Girolamo Dandini                           | Novembro 1551 | JIII |
| 31 | Pietro Tagliavia d'Aragonia                | Dezembro 1553 | JIII |

### Cardeais Diáconos
| Nº | Nome                                | Consistório   | Papa |
| -- | ----------------------------------- | ------------- | ---- |
| 32 | Francesco Pisani                    | Julho 1517    | LX   |
| 33 | Girolamo Doria                      | Janeiro 1529  | CVII |
| 34 | Alessandro Farnese                  | Dezembro 1534 | PIII |
| 35 | Guido Ascanio Sforza di Santa Fiora | Dezembro 1534 | PIII |
| 36 | Reginald Pole                       | Dezembro 1536 | PIII |
| 37 | Niccolò Caetani                     | Dezembro 1536 | PIII |
| 38 | Ippolito II d'Este                  | Dezembro 1538 | PIII |
| 39 | Giacomo Savelli                     | Dezembro 1539 | PIII |
| 40 | Girolamo Capodiferro                | Dezembro 1544 | PIII |
| 41 | Ranuccio Farnese, O.S.Io.Hieros.    | Dezembro 1545 | PIII |
| 42 | Giulio Feltre della Rovere          | Julho 1547    | PIII |
| 43 | Innocenzo Ciocchi del Monte         | Maio 1550     | JIII |
| 44 | Luigi Cornaro                       | Novembro 1551 | JIII |
| 45 | Roberto de 'Nobili                  | Dezembro 1553 | JIII |
| 46 | Girolamo Simoncelli                 | Dezembro 1553 | JIII |

### Cardeais ausentes

#### Cardeais Presbíteros
| Nº | Nome                           | Consistório   | Papa |
| -- | ------------------------------ | ------------- | ---- |
| 47 | Claude de Longwy de Givry      | Novembro 1533 | CVII |
| 48 | Antoine Sanguin de Meudon      | Novembro 1539 | PIII |
| 49 | Francisco Mendoza de Bobadilla | Dezembro 1544 | PIII |
| 50 | Jacques d'Annebaut             | Dezembro 1544 | PIII |
| 51 | Otto Truchsess von Waldburg    | Dezembro 1544 | PIII |
| 52 | Henrique de Portugal           | Dezembro 1545 | PIII |
| 53 | Charles de Lorraine-Guise      | Julho 1547    | PIII |
| 54 | Carlos I de Bourbon            | Janeiro 1548  | PIII |

#### Cardeal Diácono
| Nº | Nome                         | Consistório   | Papa |
| -- | ---------------------------- | ------------- | ---- |
| 55 | Odet de Coligny de Châtillon | Novembro 1533 | CVII |
| 56 | Luís I de Guise              | Dezembro 1553 | JIII |